# Warlocks
Warlocks è un gruppo musicale norvegese formatosi nel 1992. È attualmente costituito dai musicisti André Eriksen, Kevin Eriksen e Haakon Lund.

## Storia del gruppo
Top Notch (1997), secondo album in studio del gruppo, ha raggiunto la 26ª posizione della VG-lista, è stato candidato per lo Spellemannprisen al dance/techno e ha prodotto la hit Flashbacks, primo ingresso del gruppo nella top ten norvegese. Anche il disco successivo Mic Knights (1998) ha fatto l'ingresso in classifica, esordendo al 20º posto.
Il quarto LP The Neverending Story (2005) ha prodotto Stay Warm, seconda entrata del gruppo fra i primi cinque posti della hit parade della Verdens Gang.

## Formazione
Attuale
- André Eriksen
- Kevin Eriksen
- Haakon Lund

Ex componenti
- Jan Erik Nøkleby
- Kenneth Engen

## Discografia

### Album in studio
- 1995 – Lyrical Marksmen
- 1997 – Top Notch
- 1998 – Mic Knights
- 2001 – Afterlife
- 2005 – The Neverending Story

### EP
- 1996 – The Vot Click
- 2005 – Stay Warm

### Singoli
- 2006 – Revenge (Sønner)